# 谢立全
谢立全（1917年5月—1973年10月30日），又名陈明光，江西省兴国县樟木乡源坑村人。中国人民解放军开国海军少将。

## 生平
1929年参加中国工农红军，1930年加入共产主义青年团，1931年12月转为中共党员。历任战士、分队长、红二十一军123团连政治指导员、干事、红三军团第五师政治部青年科科长等。1934年参加长征。到陕北后任红一军团教导营（即随营学校，营长何德全）党总支书记，因在西征战役中率领一、三连突袭东北军骑兵第3师第7团俘获三百多匹马，被奖一套合身新军服，记者斯诺在预旺堡城墙上让其单手持军号，拍摄了《西行漫记》的封面照。
抗战初期任中国人民抗日军政大学三分校五大队党总支书记、二大队政治委员。1940年6月，受中共中央派遣从延安到广东，1940年9月任南（南海）番（番禺）中（中山）顺（顺德）中心县委委员，负责军事工作。与林锵云等一起，组建广游二支队独立第一中队，指挥沙湾、泮浦、翠微、浮墟、石莹桥等地的多次战斗。1941年8月起，代表中共南番中顺中心县委和南番中顺游击区指挥部，直接领导中山人民以五桂山为依托的中山敌后游击战。1944年秋，按广东省委决定建立中区纵队，其任副司令员，率领机关和粤中主力大队近500人从五桂山出发，到达高明、鹤山县抗日游击区执行新的战斗任务。后任广东人民抗日解放军参谋长、代司令员。
1946年随东江纵队北撤山东，任华东军政大学大队政治委员、华东野战军第六纵队第16师政委、中国人民解放军第二十四军第70师政委、第三十军军政治委员。
中华人民共和国成立后，任华东海军第五舰队司令员兼政治委员，1952年5月16日中国人民解放军军事学院海军系主任。1955年被授予海军少将军衔。。获得二级八一勋章，一级独立自由勋章和一级解放勋章。1957年10月8日，在军事学院海军系的基础上成立了海军军事学院，1960年4月更名为海军学院，谢立全任第一副院长，1962年任院长。
因癌症在北京去世，骨灰存放于八宝山革命公墓六室。2002年骨灰在南京雨花台功德园红星园与夫人合葬。
著书有《珠江怒潮》、《挺进粤中》。

## 家人
- 夫人苏凝
- 儿子谢小林：海军指挥学院副教务长、海军大校
- 次子谢小朋
- 女儿谢小明